# مايكل غراي
مايكل غراي (بالإنجليزية: Michael Gray)‏ (3 أغسطس 1974 سندرلاند المملكة المتحدة - ) هو لاعب كرة قدم بريطاني.

## مسيرته الكروية
لعب مايكل غراي خلال مسيرته الاحترافية مع 6 أندية في ثلاثة وعشرون موسمًا وسجل خلالها 22 هدفًا ضمن 534 مباراة. حيث فاز في موسم واحد بالكأس وفي موسم واحد بالدوري.
خاض مايكل غراي مسيرته مع نادي سندرلاند في موسم 1992–93 ليلعب معه اثنا عشر موسمًا، مشاركًا في 363 مباراة سجل خلالها 16 هدفًا. ثم انتقل إلى نادي بلاكبيرن روفرز في موسم 2003–04 في المرة الأولى ولمدة موسمين ثم في موسم 2005–06 ولمدة موسمين، حيث شارك طوالها في 64 مباراة ولم يسجل أي هدف. لينتقل بعدها إلى نادي ليدز يونايتد في موسم 2004–05 في المرة الأولى لمدة موسم واحد ثم في موسم 2006–07 لمدة موسم واحد، مشاركًا طوالها في 16 مباراة ولم يسجل أي هدف أيضًا. ثم انتقل إلى نادي وولفرهامبتون واندررز في موسم 2007–08 ولمدة موسمين، مشاركًا في 41 مباراة سجل خلالها 4 أهداف. هذا وانتقل لاحقًا إلى نادي شيفيلد وينزداي في موسم 2008–09 ولمدة موسمين، مشاركًا في 43 مباراة سجل خلالها هدفين.

## وصلات خارجية
مايكل غراي على موقع قاعدة بيانات كرة القدم.إي يو (الإنجليزية)
- مايكل غراي على موقع ناشيونال فوتبول تيمز (الإنجليزية)
- مايكل غراي على موقع Soccerbase.com (لاعب) (الإنجليزية)
- مايكل غراي على موقع عالم كرة القدم.نت (الإنجليزية)